# Espiner canyella pàl·lid
L'espiner canyella pàl·lid (Phacellodomus striaticollis) és una espècie d'ocell de la família dels furnàrids (Furnariidae). Habita zones arbustives, generalment a prop de l'aigua, d'Uruguai, sud-est del Brasil i est de l'Argentina.